# Madame Curie
Madame Curie är en amerikansk film från 1943 i regi av Mervyn LeRoy. Filmen är en biografi över Marie Curie och bygger på Ève Curies bok Madame Curie. Filmen Oscar-nominerades i sju kategorier, däribland Greer Garson och Walter Pidgeon för bästa kvinnliga respektive manliga huvudroll.

## Handling
Den fattige studenten Marie Sklodowska studerar i Paris. Hon gifter sig med den blyge forskaren Pierre Curie och tillsammans upptäcker de radium.

## Rollista
- Greer Garson - Marie Curie
- Walter Pidgeon - Pierre Curie
- Henry Travers - Eugene Curie
- Albert Bassermann - professor Jean Perot
- Robert Walker - David Le Gros
- C. Aubrey Smith - Lord Kelvin
- Dame May Whitty - Madame Curie
- Victor Francen - president på universitetet
- Elsa Bassermann - Madame Perot
- Reginald Owen - Becquerel
- Van Johnson - reporter
- Margaret O'Brien - Irene Curie
- James Hilton - berättaren